# Incidentaloma
En medicina, un incidentaloma es un tumor (-oma) encontrado de forma casual (incidental) en ausencia de signos clínicos o síntomas específicos al realizar una exploración radiológica a un paciente.
La mayoría de los incidentalomas son tumores benignos que no precisan tratamiento, pero en algunos casos se requiere la extracción de una biopsia para descartar un cáncer.

## Localizaciones de incidentalomas
- La localización suprarrenal es la más frecuente, en los casos de tumores suprarrenales, generalmente no funcionantes y benignos. Los tumores suprarrenales son los típicos incidentalomas.
- La hipófisis es otro órgano donde se encuentran tumores benignos, no secretores.
- En el hígado suelen encontrarse quistes simples y hemangiomas, que no requieren ningún tipo de tratamiento en la mayoría de los casos. En los pacientes que tienen un diagnóstico previo de cáncer, requieren especial observación para distinguirlos de metástasis hepáticas.
- En los riñones, más del 50 % de la población presentan quistes simples, algunos de considerable tamaño que no producen ningún síntoma y no requieren tratamiento, ni tan siguiera observación.
- En las vértebras pueden encontrarse hemangiomas, que sólo recibirán tratamiento quirúrgico en caso de síntomas claros.
- En el útero la aparición de miomas en la ecografía, es relativamente frecuente, y sólo requerirán extirpación los miomas de gran tamaño o los intraluminales que ocasionen metrorragias frecuentes.
- En los pulmones es frecuente la aparición de nódulos en radiografías simples que requieren el diagnóstico diferencial de nódulo pulmonar solitario y en algunos casos se hallan metástasis pulmonares de forma casual de un cáncer, cuando se realiza la radiografía por otro motivo, por ejemplo en un estudio preoperatorio.
- En la glándula tiroides, suelen visualizarse nódulos y quistes tiroideos benignos en la TAC que no provocan ninguna sintomatología, aunque en un pequeño porcentaje pueden ser funcionantes o nódulos fríos que requieran de una Punción Aspirativa con Aguja Fina (PAAF) o biopsia.